# Valle Gran Rey
Valle Gran Rey is een gemeente in de Spaanse provincie Santa Cruz de Tenerife op het eiland La Gomera in de Canarische Eilanden. Valle Gran Rey telt 4.285 inwoners (1 januari 2016).
Zoals de naam al aangeeft bestaat Valle Gran Rey ("Grote Koningsvallei") uit een enorme vallei die van het centrum van het eiland steil afloopt naar zee. De vallei is ongewoon omdat hij doodloopt aan de kust; de korte kustlijn is nl. aan beide zijden omzoomd door steile rotswanden waarlangs geen wegen kunnen worden aangelegd. De vallei kan uitsluitend vanuit het centrum van het eiland over de bergen bereikt worden, via een weg met spectaculaire vergezichten.

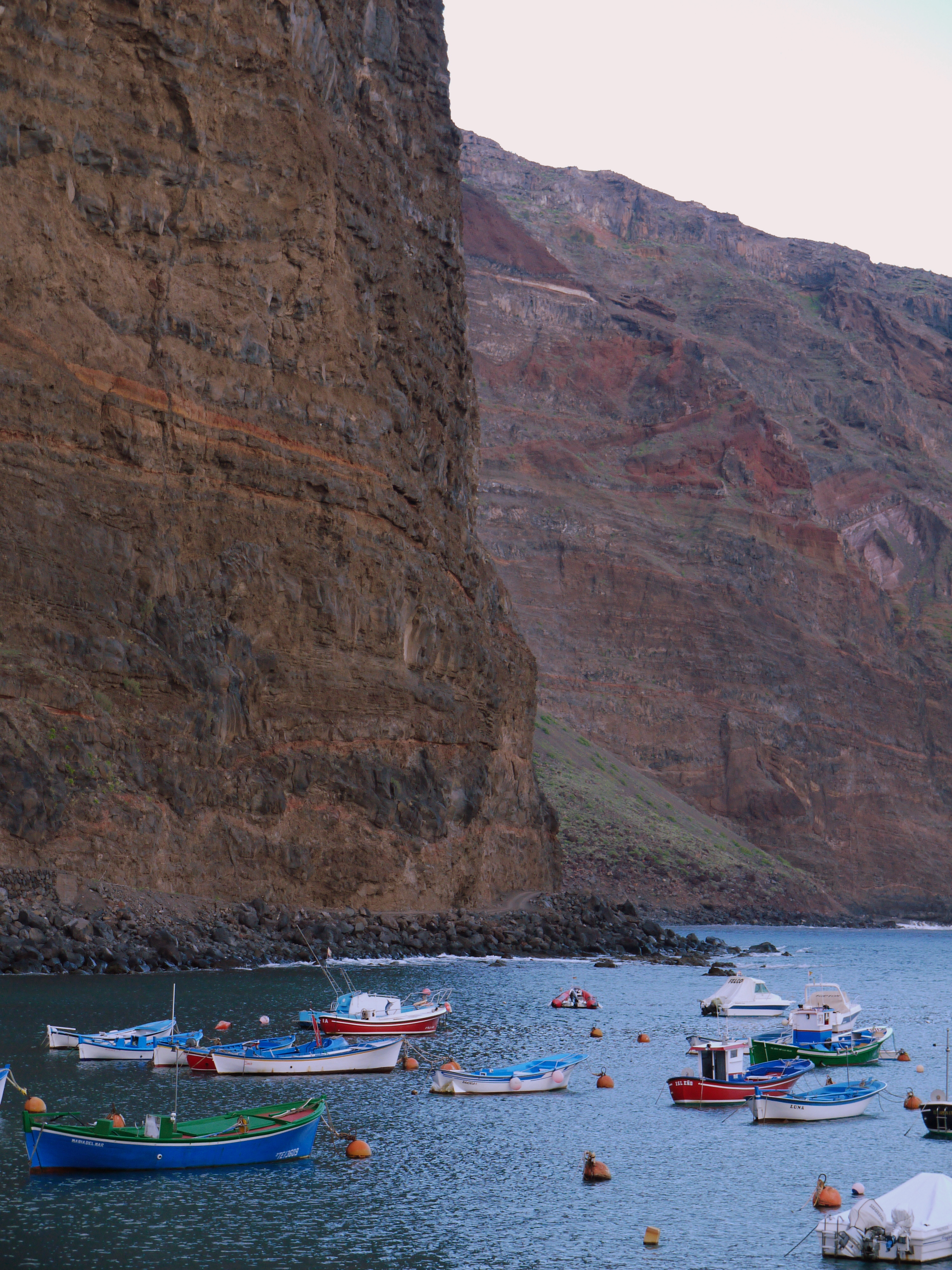
Vueltas, de haven van Valle Gran Rey
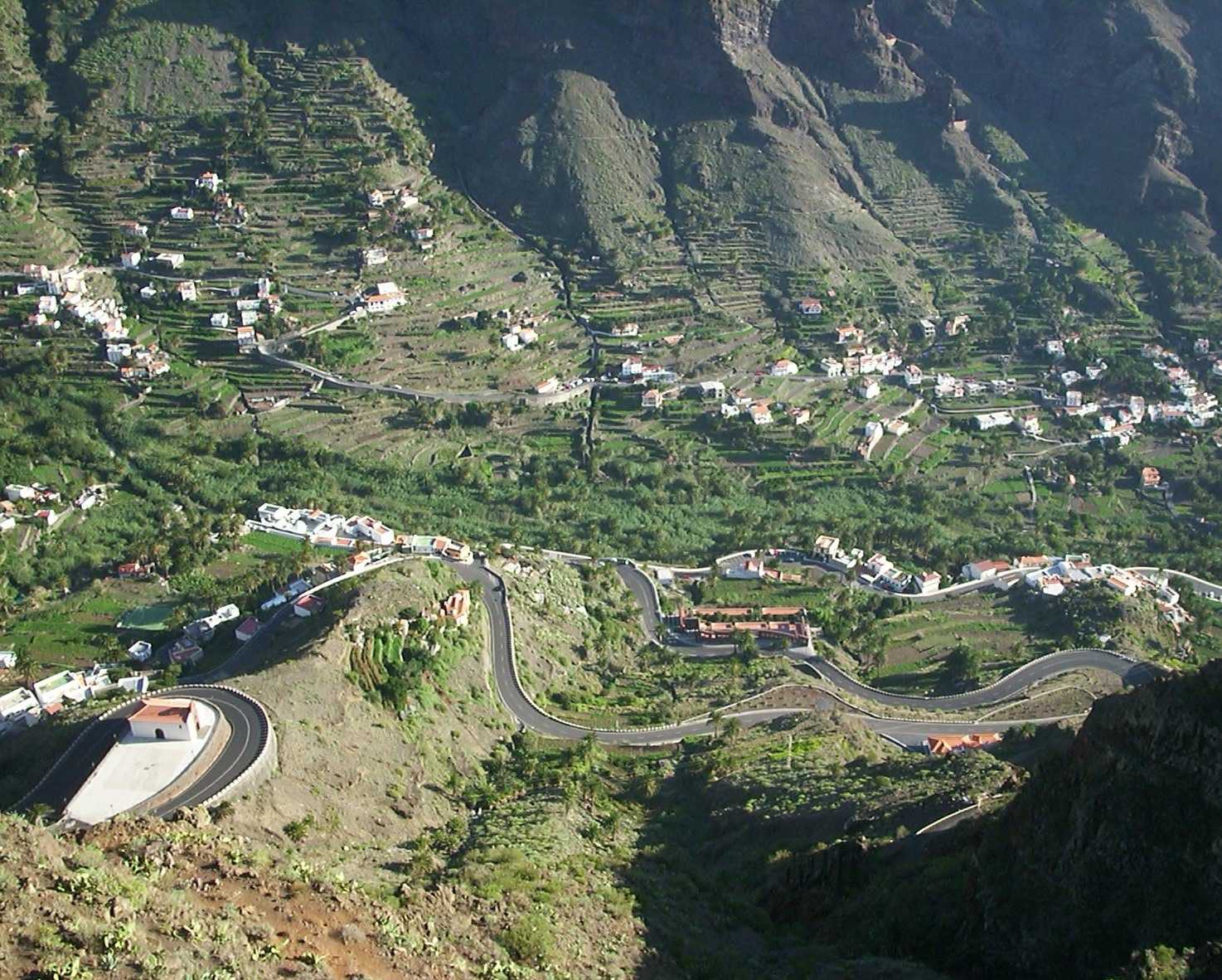
Valle Gran Rey

Agulo · Alajeró · Hermigua · San Sebastián de La Gomera · Vallehermoso · Valle Gran Rey